# Markus Dürager
Markus Dürager est un skieur alpin autrichien, né le 20 février 1990.

## Biographie
Après un début de carrière en course FIS en 2005 en Coupe d'Europe en fin d'année 2007. C'est en janvier 2012 qu'il s'illustre pour la première fois grâce à une deuxième place à la descente de Val d'Isère, avant de remporter sa première course en 2013 à Hinterstoder.
Il débute en Coupe du monde en mars 2011 à Kvitfjell. En janvier 2012, il marque ses premiers points avec une 30e place à la descente de Kitzbühel.
Durant la saison 2013-2014, il obtient son premier top 10 avec une 10e place à la descente de Bormio. Plus tard dans l'hiver, il est de nouveau 10e au super G de Kitzbühel.
En décembre 2015, il chute lors de la descente de Lake Louise et se fracture in tibia et un poignet.

## Palmarès

### Coupe du monde
- Meilleur classement général : 67e en 2014.
- Meilleur résultat : 10e.

#### Classements
| Saison | Général | Slalom | Slalom géant | Super G | Descente | Combiné |
| ------ | ------- | ------ | ------------ | ------- | -------- | ------- |
| 2012   | 150e    | —      | —            | —       | 51e      | —       |
| 2014   | 67e     | —      | —            | 32e     | 30e      | —       |
| 2015   | 130e    | —      | —            | 55e     | 53e      | —       |

### Coupe d'Europe
- 4 podiums, dont 2 victoires (2 en descente).

### Coupe nord-américaine
- 1 victoire.